# Diarmaid mac Gilbert
Diarmaid mac Gilbert (mort vers 1349),  est le 12e roi d'Uí Maine issu de la lignée des Ó Ceallaigh (anglicisé en  O' Kellys)  il règne de vers 1340 à vers 1349.

## Contexte
Diarmaid mac Gilbert est le fils aîné de  Gilbert mac Domnaill. Il succède sur le trône à son cousin germain Tadhg Óg mac Taidhg mort à la suite d'un combat contre Uilliam Buidhe mac Donnchadha Muimhnigh.
Les Annales de Connacht notent qu'en 1343, les Hiberno-Normands du Clann Feorais et du Clann Ricairt, infligent une lourde défaite aux Ui Maine. Onze princes du  Clann Cellaig sont tués, dont Conchobar Cerrbach (le Joueur) Ó Cellaig . Les annales ne mentionnent pas  les circonstances précises de sa disparition mais vers 1349 Uilliam Buidhe mac Donnchadha Muimhnigh s'impose comme roi d'Uí Maine.

## Source
- (en) T.W Moody, F.X. Martin et F.J. Byrne, A New History of Ireland IX Maps, Genealogies, Lists. A companion to Irish History part II, Oxford, Oxford University Press, 2011, 690 p. (ISBN 978-0-19-959306-4).